# Lou Ferrigno Jr.
Louis Jude Ferrigno Jr. (ur. 10 listopada 1984 w Santa Monica) − amerykański aktor filmowy i telewizyjny, komik, kulturysta, były zawodnik college footballu oraz model fitness.

## Życiorys

### Wczesne lata
Urodził się w Santa Monica w stanie Kalifornia jako syn Carli Green, psychoterapeutki, i Lou Ferrigno, kulturysty i aktora włoskiego pochodzenia. Wychowywał się ze starszą siostrą Shanną (ur. 13 czerwca 1981) i młodszym bratem Brentem (ur. 1 lutego 1990). Ukończył Santa Monica College i uzyskał stopień bakalaureata w USC Annenberg School for Communication and Journalism. W 2006 ukończył studia na wydziale komunikacji na Uniwersytecie Południowej Kalifornii. Grał na pozycji linebackera w drużynie futbolowej USC Trojans, w 2007 brał udział w meczu pucharowym Rose Bowl Game. 

### Kariera
Występował na deskach Westside Comedy Theatre.
Z racji popularności swojego ojca dorastał w świetle reflektorów. Jako dziecko pojawił się w kilku filmach Ferrigno i zainteresował się branżą rozrywkową. Od zawsze wykazywał się siłą i sprawnością fizyczną, a także interesował się sportem. Poza futbolem amerykańskim zajmował się również baseballem i kulturystyką. 
Po ukończeniu studiów rozpoczął karierę modela fitness (188 cm wzrostu, waga ok. 105 kg). Brał udział w sesjach zdjęciowych dla czasopism „Muscle & Fitness” i „Iron Man Magazine”. Wkrótce potem był obecny w reklamach takich firm jak T-Mobile, Honda, Carl's Jr., Miller Lite czy Oscar Mayer.
Jako aktor filmowy zadebiutował rolą Zeusa w obrazie o tematyce LGBT Davida DeCoteau 1313: Hercules Unbound! (2012). Natychmiast otrzymał angaż do kolejnego projektu DeCoteau, horroru 1313: Night of the Widow (2012), w którym wcielił się w rolę podejrzanego kamerdynera. Role w filmach homoerotycznych przyznano mu, w znacznej mierze, dzięki doskonałym warunkom fizycznym. 
W 2013 stacja NBC zatrudniła go do roli w trzech odcinkach opery mydlanej Dni naszego życia. Po epizodach w serialu Świat według Mindy (The Mindy Project) i reality show King of the Nerds, Ferrigno Jr. wystąpił jako oficer Kilroy w komedii Off the Record (2014). Przełomem okazała się kreacja Louisa w odcinkach ósmego i dziewiątego sezonu sitcomu Jak poznałem waszą matkę (How I Met Your Mother, 2013–2014), która zwróciła na aktora uwagę mainstreamowej publiczności. 
Latem 2014 Ferrigno Jr. odegrał zastępcę szeryfa Haigha w młodzieżowym serialu MTV Teen Wolf. Pojawił się następnie w serialach Agenci NCIS (NCIS) i Nicky, Ricky, Dicky & Dawn, w filmie science-fiction Zagłada Ziemi (Earthfall, 2015) oraz w niezależnym dramacie A Place Called Hollywood (2015). 
W odcinku serialu ABC Nashville pt. The Storm Has Just Begun wystąpił jako przystojny gej Chad, randkujący z Kevinem Bicksem (Kyle Dean Massey).
W lipcu 2015 zagrał oficera Kramera w telenoweli Żar młodości (The Young and The Restless); jego postać pojawiła się w pięciu odcinkach serialu.
W serialu Stargirl (2019) wcielił się w komiksową postać Rexa Tylera / Hourmana.

## Filmografia

### Filmy fabularne/krótkometrażowe
- 1994: Klatka 2: Arena śmierci (Cage II)[11]
- 2012: 1313: Hercules Unbound! jako Zeus
- 2012: 1313: Night of the Widow jako Konner Friel
- 2014: Off the Record jako oficer Kilroy
- 2014: Basically jako kochanek na plaży
- 2014: The Hunters Game jako Big Jackson
- 2014: Honda 4xFun
- 2015: A Place Called Hollywood jako Josh
- 2015: Zagłada Ziemi (Earthfall) jako porucznik Stone
- 2017: Urban Myths jako pan Mandl
- 2017: Happily Never After jako Mark
- 2017: Anabolic Life (aka Perception) jako oficer Killian
- 2018: Muse jako Jason Block

### Seriale telewizyjne/internetowe; reality shows
- 2013: Dni naszego życia (Days of Our Lives) jako pijany mężczyzna
- 2013: King of the Nerds jako gladiator/profesjonalny tenisista
- 2013–2014: Jak poznałem waszą matkę (How I Met Your Mother) jako Louis
- 2014: Świat według Mindy (The Mindy Project) jako tandetny mężczyzna
- 2014: Teen Wolf: Nastoletni wilkołak (Teen Wolf) jako zastępca szeryfa Haigh
- 2014: Agenci T.A.R.C.Z.Y. (Agents of S.H.I.E.L.D.) jako agent Hauer
- 2014: Agenci NCIS (NCIS) jako Dave Lancellotti
- 2015: Nicky, Ricky, Dicky i Dawn (Nicky, Ricky, Dicky & Dawn) jako Jett Masterson
- 2015: Nashville jako Chad
- 2015: Żar młodości (The Young and The Restless) jako oficer Kramer
- 2015: Byli (The Exes) jako Aaron
- 2015: Scary Endings jako wilkołak
- 2015–2017: Mutt & Stuff jako Super Sammy
- 2016: Rush: Inspired by Battlefield jako Tim McNulty
- 2017: S.W.A.T. – jednostka specjalna (S.W.A.T.) jako Rocker